# Celleporina tubulosa
Celleporina tubulosa är en mossdjursart som först beskrevs av Walter Douglas Hincks 1880.  Celleporina tubulosa ingår i släktet Celleporina och familjen Celleporidae. Inga underarter finns listade i Catalogue of Life.